# NGC 3484
NGC 3484 est une entrée du New General Catalogue qui concerne un corps céleste perdu, ou inexistant dans la constellation du Dragon.
Cet objet a été enregistré par l'astronome britannique John Herschel en 1832